# Stefan Tillmann
Stefan Tillmann (* 1979 in Hilden) ist ein deutscher Journalist und Buchautor.

## Leben und Wirken
Stefan Tillmann wuchs in Düsseldorf auf und absolvierte nach Banklehre und Magisterstudium in Augsburg (Politikwissenschaft, Kommunikationswissenschaft und Volkswirtschaftslehre) die Deutsche Journalistenschule in München. Anschließend arbeitete er von 2009 bis 2011 als Parlamentskorrespondent bei der Financial Times Deutschland und Capital, bevor er zum Berliner Stadtmagazin ZITTY wechselte, zunächst Teilzeit und als Textchef. Nebenbei gründete er mit Andreas Theyssen den Online-Debattierclub www.opinion-club.com. Im Februar 2014 erschien sein Roman Nie wieder Fußball! (Verlag Die Werkstatt), der als Fußballbuch des Jahres nominiert wurde.
2014 wurde er – gemeinsam mit Lydia Brakebusch – Chefredakteur der ZITTY, die er 2015 zum Wochenmagazin für Berlin umbaute. Ab 2016 war er – neben Robert Rischke – zweiter Geschäftsführer des Verlags GCM Go City Media GmbH und zugleich Chefredakteur von ZITTY und tip Berlin.
Im Januar 2018 wechselte er zu Territory Content to Results GmbH, wo er als Editorial Director das Münchner Büro leitet. Stefan Tillmann ist Dozent an der Deutschen Journalistenschule und lebt mit seiner Familie im Münchner Umland.